# George Scovell

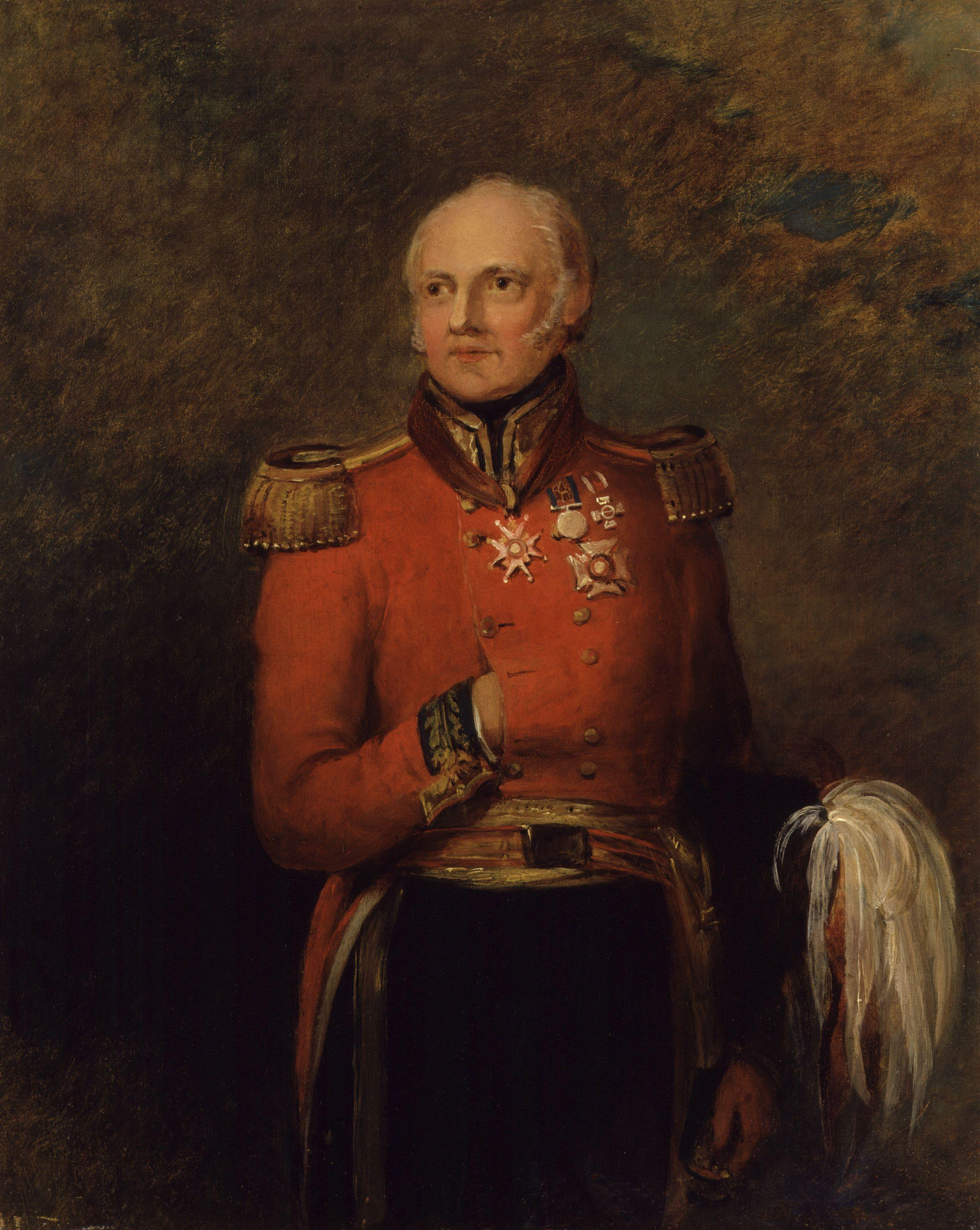
Portret van George Scovell, geschilderd door William Salter

George Scovell (Londen, 21 maart 1774 — Guildford, 17 januari 1861) was tijdens de Spaanse Onafhankelijkheidsoorlog (1808-1814) chef-codebreker voor de hertog van Wellington.
Hij ontwierp tijdens deze oorlog voor de Britten een systeem voor inlichtingenvergaring en voor militaire communicatie en ontcijferde de door de Britten onderschepte berichten. Het onderscheppen en ontcijferen van berichten speelde een belangrijke rol in overwinningen zoals de Slag bij Oporto (1809), Slag bij Salamanca (1812) en de Slag bij Vittoria (1813).
In het voorjaar van 1811 stapten de Fransen over van de simpele versleutelingen (petits chiffres), die gebruikmaakten van 50 nummers voor substitutie van het klaarschift, naar een meer robuuste code bekend als code van het leger van Portugal. Scovell brak deze code, die gebruikmaakte van 150 nummers voor substitutie, in twee dagen.
Aan het eind van dat jaar kregen alle Franse militaire leiders nieuwe cijfertabellen. Deze maakten gebruik van 1400 nummers en gingen gepaard met instructies voor het gebruik van cryptografische trucs zoals het toevoegen van betekenisloze symbolen. Dit systeem werd bekend onder de noemer het Grote Geheimschrift van Parijs.
In december 1812 had Scovell genoeg codemateriaal ontcijferd om de correspondentie tussen Jozef Bonaparte en Napoleon Bonaparte te lezen. Deze informatie was zeer waardevol in de aanloop naar de laatste slag om de heerschappij in Spanje (Vittoria). Bij deze slag, op 21 juni 1813, werd het codeboek van Jozef Bonaparte buitgemaakt en daarmee was de code gebroken. Scovell kreeg voor zijn rol twee promoties en werd later geridderd.
Scovell maakte voor zijn taken gebruik van het in 1811 aan hem geschonken handschrift: Cryptographia, or the art of deciphering van David Arnold Conradus, een nooit gepubliceerd werk.
Veel van de door Scovell ontcijferde berichten zijn bewaard gebleven in de nationale archieven van de Britse overheid.